# Torre Bermeja (Benalmádena)
Torre Bermeja es una de las tres torres vigías situadas en la costa del municipio de Benalmádena, (Málaga, España). Esta Torre que domina una gran extensión de playa, debe su nombre al color bermejo de la tierra sobre la que descansa. Torre Quebrada y Torre del Muelle, son las otras dos torres BIC del municipio.

## Situación
Se localiza a la entrada del Puerto Deportivo, a 16 kilómetros al oeste de Málaga. Las ordenanzas de 1497 citan la Torre Bermeja aunque seguramente se trata de una construcción musulmana del siglo XIV.

## Descripción
La torre se construye con fábrica de mampostería; presenta un diámetro aproximado de 3,33 metros y una altura de 10 metros. Se cubre con bóveda esférica de ladrillo, y en el lado derecho se cubre con escalera para subir al terrado. La doble imposta de coronación y el revellín de la base, característicos de esta torre, son de época cristiana.
El vano de ingreso y buena parte de su mampostería sufrieron graves daños, llegando a presentar la torre un estado de conservación deficiente, por lo que tuvo que ser reparada. La torre en cuestión sufría de vibraciones causadas por el viento por lo que, para reducir notablemente la vibración, compensar el empuje ocasionado por el fuerte viento de la zona y dotarla de mayor estabilidad, Pedro de la Chica (el mismo albañil que reconstruyó la Torre Quebrada), agregó en 1567 un revellín o refuerzo cónico. Actualmente el estado de conservación visto desde el punto de su estabilidad es bueno. No existe hueco de acceso que se considera en la zona derruida y renovada en la cara norte, por lo que la torre únicamente presenta un vano o ventana en la cara sur. En su cara norte, a unos 7 metros de altura presenta una ventana estrecha, pseudomedieval, a modo de tronera.
Se piensa que fue construida a finales del siglo XV por los musulmanes sobre un promontorio rocoso en la punta Saltillo, su emplazamiento estratégico permitía visualizar la costa del mar de Alborán y comunicarse mediante fuego y humo con otras torres y poblaciones cercanas ante la presencia de navíos enemigos frente a las costas del reino nazarí de Granada.
Su estancia interior permanece actualmente inaccesible.
Tras la construcción del Puerto Deportivo de Benalmádena (inaugurado en 1982) la torre perdió la posición que tenía frente al mar, ya que el recinto portuario se encuentra frente a ésta, de hecho hoy se halla en la plaza ajardinada que le da entrada (muy cercana al parque submarino Sea Life Benalmádena).
1. ↑  Temboury Álvarez, J. Torres almenaras (costa occidental), Málaga, Diputación, 1975.
2. ↑  Temboury Álvarez, J.(1975). Ibidem